# Leucocelis haemorrhoidalis
Leucocelis haemorrhoidalis är en skalbaggsart som beskrevs av Fabricius 1775. Leucocelis haemorrhoidalis ingår i släktet Leucocelis och familjen Cetoniidae. Utöver nominatformen finns också underarten L. h. kolbei.